# Table des caractères Unicode/UFFF0
Cette page contient des caractères spéciaux ou non latins. S’ils s’affichent mal (▯, ?, etc.), consultez la page d’aide Unicode.
Table des caractères Unicode U+FFF0 à U+FFFF.

## Caractères spéciaux(Unicode 1.1 à 2.1)
Les caractères U+FFF9 à U+FFFB () sont des caractères de contrôle de format spéciaux destinés à encadrer des annotations interlinéaires (hors du texte principal). Leur effet sur la présentation peut varier, d’une simple notation ruby permettant d’annoter des textes idéographiques au-dessus de la ligne de base (dans une présentation horizontale) ou à côté (en présentation verticale), jusqu’à l’absence totale d’effet (les annotations se mêlant alors au texte principal), ou à la suppression totale de ces annotations. Leur usage n’est pas recommandé.
Les caractères U+FFFC et U+FFFD sont des caractères graphiques de substitution, permettant de remplacer des caractères manquants. De nombreuses polices de caractères contiennent un signe pour le caractère codé U+FFFD, ce caractère est affiché quand un texte contient une séquence d’octets qui est illégale ou mal formée dans le codage de ce texte. Ces deux caractères n’ont de sémantique définie dans aucune langue et sont traités dans un texte comme des symboles. Leur présentation visuelle peut varier d’une police de caractères à l’autre (U+FFFD est souvent représenté par un point d’interrogation blanc dans un losange noir).
Les points de code U+FFFE et U+FFFF sont réservées par le standard Unicode pour un usage interne et ne sont pas affectées à un caractère. Ces points de code ne sont valides que pour des traitements internes aux applications ou comme marqueurs spéciaux non affichables, ils ne doivent être utilisés dans aucun texte conforme à Unicode, car ce ne sont pas des caractères, et ils pourraient poser des problèmes d’interopérabilité ou des incompatibilités lors de la transmission de textes entre systèmes hétérogènes.

### Table des caractères
| en fr  | 0 | 1 | 2 | 3 | 4 | 5 | 6 | 7 | 8 | 9   | A     | B     | C   | D | E | F |
| ------ | - | - | - | - | - | - | - | - | - | --- | ----- | ----- | --- | - | - | - |
| U+FFF0 |   |   |   |   |   |   |   |   |   | A I | S A I | T A I | OBJ | � |   |   |

### Version initiale Unicode 1.1
| v · d · m | 0 | 1 | 2 | 3 | 4 | 5 | 6 | 7 | 8 | 9   | A     | B     | C | D | E | F |
| --------- | - | - | - | - | - | - | - | - | - | --- | ----- | ----- | - | - | - | - |
| U+FFF0    |   |   |   |   |   |   |   |   |   | A I | S A I | T A I |   |   |   |   |

### Compléments Unicode 2.1
| v · d · m | 0 | 1 | 2 | 3 | 4 | 5 | 6 | 7 | 8 | 9 | A | B | C   | D | E | F |
| --------- | - | - | - | - | - | - | - | - | - | - | - | - | --- | - | - | - |
| U+FFF0    |   |   |   |   |   |   |   |   |   |   |   |   | OBJ | � |   |   |